# Taneční

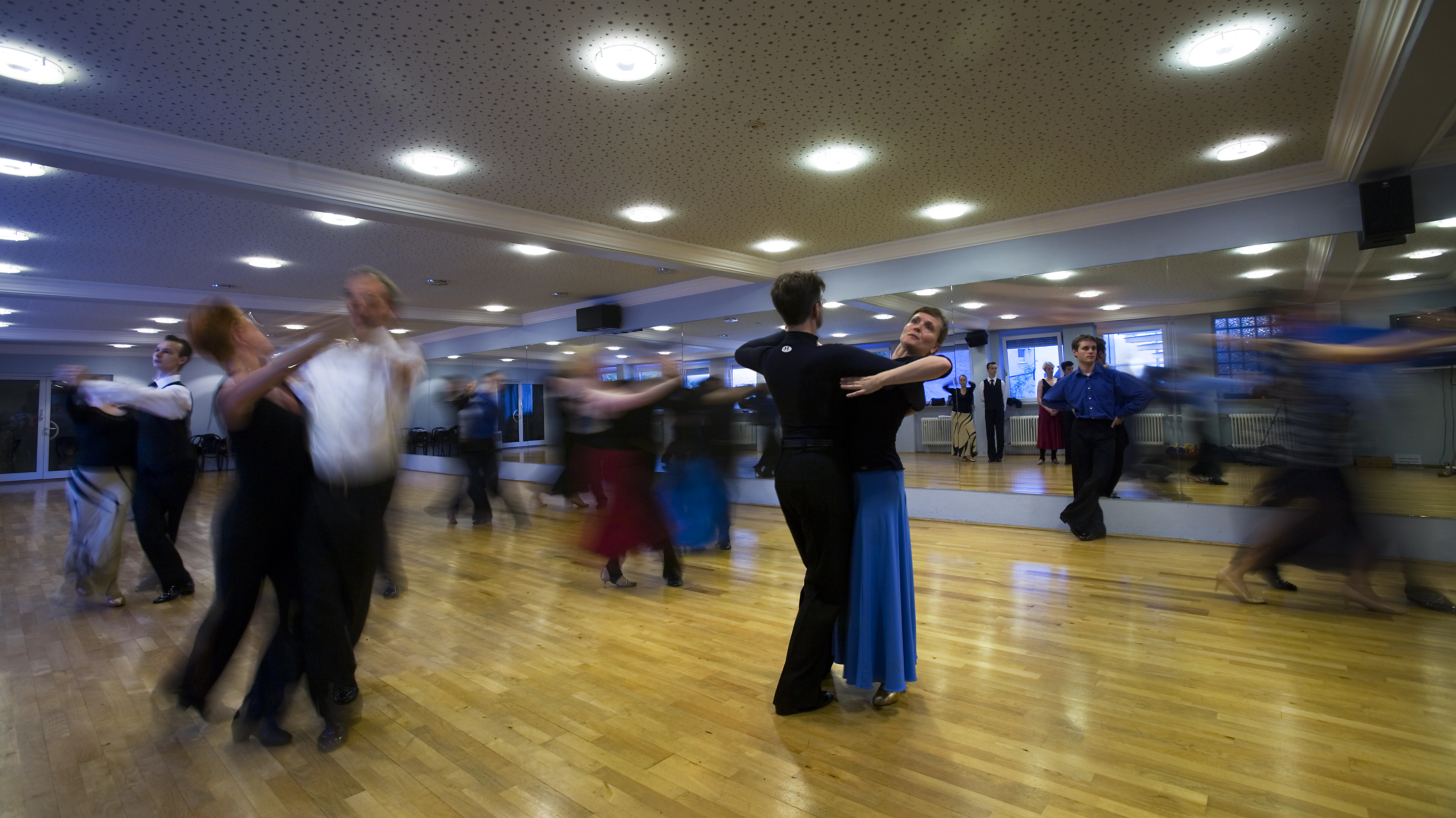
Taneční škola v Mnichově

Taneční jsou kurz, kde se vyučují různé druhy či styly tance, obvykle základní řada tanců upotřebitelných v prostředí společenského života. Zejména tedy standardní a latinskoamerické tance doplněné národními společenskými tanci a různými novinkami. Vyučování vedou taneční mistři, kteří frekventantům tance předvádějí a podrobně vysvětlují. Většinou kurzy pořádá taneční škola, která zároveň vede dále i páry pro sportovní tanec. Mimo tanečního mistra se na výuce podílí i asistentky a asistenti – často pokročilí tanečníci z dané školy nebo absolventi vyšších úrovní tanečních. Součástí bývá i výuka společenského chování, etikety a stolování.
Pořádají se většinou pro středoškolské studenty, existují také kurzy pro dospělé i seniory. Pro žáky 8. a 9. třídy se konají lekce předtaneční a společenské výchovy. Pro zájemce navazují na základní kurz (bývá na podzim) lekce pro pokročilé (pokračovačky) a další úrovně (speciálky, superspeciálky, experimentálky), kde se probírají složitější figury, technika, vedení a obtížnější tance. Zatímco v základních kurzech se jedná o masové akce a taneční páry se i během lekce několikrát střídají, u vyšších úrovní již tančí stálé páry.
Kromě běžných lekcí jsou součástí kurzu i společenské večery s názvy prodloužená a kolona (zvané místně i věneček a šluskolona). Na věnečku či závěrečném plese jsou dívky často v bílých společenských šatech, což odkazuje na historickou tradici debutantek, kdy byla mladá dáma na svém prvním plese uvedena do společnosti. Na všech ostatních lekcích jsou účastníci oblečeni do běžného večerního společenského oblečení. Platí se kurzovné.
Doprovázející osoby dívek (většinou matky) jsou označeny jako gardedámy (garde), odtud i pojmenování jejich průkazky ke vstupu "gardenka". Na prodloužené a věneček je možné (často nutné) zakoupit vstupenky a jsou přístupné i veřejnosti. Tradičně bývá vyvrcholením základních tanečních kurzů tanec s rodiči na věnečku.
Taneční kurzy se v českých zemích pořádají cca od roku 1830. Tato tradice přetrvává v České republice, na Slovensku a v Polsku. Částečně také v Rakousku a Německu, kde se ale již nejedná o akce pro širokou veřejnost. Kurzy se vyvíjejí, kromě standardních a latinskoamerických tanců nabízejí i ty moderní a netradiční, někde u chlapců nepožadují bílé rukavičky. Ty jsou sice již částečně historickým pozůstatkem mužova společenského oblečení, ale z hygienických důvodů přetrvávají dodnes. V roce 2009 navštěvovalo kurzy 35 % populačního ročníku, v roce 2013 to bylo 41 %. Absolvování tanečních je vhodné i s ohledem na související tradici maturitních plesů. Ve středoevropském prostředí je alespoň základní taneční dovednost brána jako součást všeobecného vzdělání, u střední a vyšších společenských tříd pak jako samozřejmost.[zdroj⁠?!]
Mezi vyučované tance patří waltz, tango, valčík, foxtrot, cha-cha, jive,,samba, rumba, mazurka savojanka, polka,  blues, twist, rock n’ roll,  letkis a na věnečku, tj. na poslední lekci (často před Vánocemi) se ještě jako znak noblesy a důležitosti[zdroj⁠?!] večera přidává často polonéza, např. Polonéza z Hořicka Josefa Flégla nebo polonéza z opery Rusalka Antonína Dvořáka  či modernější Vangelisův Conquest of Paradise na YouTube (složeno 1992).